# Vittsjö Gymnastik och Idrottsklubb
O Vittsjö Gymnastik- & Idrottsklubb Hässleholm, vulgarmente conhecido como Vittsjö GIK ou simplesmente Vittsjö ( PRONÚNCIA), é um clube desportivo, sediado na pequena localidade de Vittsjö, localizada a 20 km a norte da cidade de Hässleholm, no sul da Suécia.                                                                                                É sobretudo conhecido pela sua equipa de futebol feminino.

Disputa os seus jogos em casa no estádio  Vittsjö IP, com capacidade para 2 500 pessoas.

Atualmente (2023) disputa o Campeonato Sueco de Futebol Feminino (Damallsvenskan), a primeira divisão de futebol feminino da Suécia.                                

## Jogadoras destacadas
- Nilla Fischer
- Hannah Wilkinson
- Clare Polkinghorne
- Shelina Zadorsky
- Sabrina D'Angelo
- Rebecca Quinn